# Kojetín (nádraží)
Kojetín je železniční stanice v jižní části města Kojetín v okrese Přerov v Olomouckém kraji nedaleko řeky Moravy. Leží na jednokolejné elektrizované trati Brno–Přerov (3 kV DC) a jednokolejných neelektrizovaných tratích Kojetín – Valašské Meziříčí a Kojetín–Tovačov.

## Historie
Stanice byla vybudována jakožto součást Moravsko-slezské severní dráhy (sesterská společnost Severní dráhy císaře Ferdinanda (KFNB) spojující Brno a Přerov, kde se trať napojovala na existující železnici do Ostravy a Krakova. Autorem univerzalizované podoby rozsáhlé stanice byl pravděpodobně architekt Theodor Hoffmann. Pravidelný provoz mezi Brnem a Přerovem byl zahájen 30. srpna 1869.
Z východního zhlaví stanice vyvedla pak KFNB železniční trať z Kojetína jižně přes Kroměříž a novou přeložkou do Hulína. Tím propojila existující trať odkoupenou od společnosti Kroměřížská dráha do Bystřice pod Hostýnem, dále s nádražím v Krásně nad Bečvou (dnešní součást Valašského Meziříčí), kde navázala na již dostavěný úsek do Ostravy. Dne 1. října 1895 pak zprovoznila odbočnou trať do Tovačova.
Po zestátnění KFNB k 1. lednu 1906 pak obsluhovala stanici jedna společnost, Císařsko-královské státní dráhy (kkStB), po roce 1918 pak správu přebraly Československé státní dráhy.
Elektrická trakční soustava sem byla dovedena v letech 1994–1996.

## Popis
Nachází se zde pět úrovňových, jednostranných nástupišť a jedno úrovňové poloostrovní mezi kolejemi č. 4 a 6a. K příchodu k vlakům slouží přechody přes kolejiště. Ze západního zhlaví nádraží je vyvedena jedna nákladní vlečka. V dlouhodobém horizontu je počítáno s modernizací trati na rychlost až 200 km/h jakožto součást vysokorychlostního železničního koridoru Praha – Brno – Ostrava, jehož plánované dokončení se předpokládá okolo roku 2040.